# ليستير جونسون (رسام)
ليستير جونسون (بالإنجليزية: Lester Johnson)‏ هو رسام أمريكي، ولد في 27 يناير 1919، وتوفي في 30 مايو 2010.